# Estrecho de Bismarck
El estrecho de Bismarck es un estrecho que se encuentra entre el extremo sur de la isla Anvers y la isla Wiencke, y el norte del archipiélago Wilhelm, en cercanías de la costa occidental de la península Antártica. El estrecho comunica la parte sur del estrecho de Gerlache con el océano antártico.

## Características
Mide 24 kilómetros de largo en dirección este-oeste y 12 de ancho en su límite con el estrecho de Gerlache. El ancho aumenta hasta los 35 kilómetros en su desembocadura en el mar de Bellingshausen. Tiene numerosos grupos de islas en su interior.

## Historia y toponimia
John Biscoe ingresó al estrecho por el oeste el 16 de febrero de 1832, describiéndolo como la boca de una entrada «considerable». En enero de 1874 fue recorrido por la expedición antártica alemana de Eduard Dallmann y denominado en honor a Otto von Bismarck (1815-1898), fundador y primer canciller del Imperio Alemán. En ese momento, Dallmann creyó que el estrecho conducía al mar de Weddell.
Fue posteriormente explorado en febrero de 1904 por la Tercera Expedición Antártica Francesa, al mando de Jean-Baptiste Charcot, confirmando que el estrecho terminaba en la bahía Flandres.
En la campaña antártica argentina de 1949-1950, la Armada Argentina realizó levantamientos hidrográficos en el sector occidental del estrecho.

## Reclamaciones territoriales
Argentina incluye a los archipiélagos Wilhelm y Palmer en el departamento Antártida Argentina dentro de la provincia de Tierra del Fuego, Antártida e Islas del Atlántico Sur; para Chile forma parte de la comuna Antártica de la provincia Antártica Chilena dentro de la Región de Magallanes y de la Antártica Chilena; y para el Reino Unido integra el Territorio Antártico Británico. Las tres reclamaciones están sujetas a las disposiciones del Tratado Antártico.
Nomenclatura de los países reclamantes: 
- Argentina: estrecho de Bismarck[5][6]
- Chile: estrecho Bismarck[7]
- Reino Unido: Bismarck Strait[4]